# 岩马水库
岩马水库，位于中国山东省枣庄市山亭区北部，城漷河干流河道上，是一座以防洪灌溉为主，兼具发电、养殖、旅游等综合效益的大（2）型水库。水库建于1958～1960年，流域面积357平方公里，总库容2.03亿立方米。主坝长1710米，坝顶宽8.6米，最大坝高27.8米。